# Inventions for Electric Guitar
Inventions for Electric Guitar (engl. für Erfindungen für die E-Gitarre) ist das erste Soloalbum von Manuel Göttsching sowie gleichzeitig das letzte Ash-Ra-Tempel-Album vor der Neuformierung als Ashra. Das Album erschien 1975 in Deutschland, Italien und Frankreich auf dem Label Kosmische Musik von Rolf-Ulrich Kaiser.

## Entstehung und Veröffentlichung
Der Ash-Ra-Tempel-Gitarrist Manuel Göttsching entschloss sich 1974, ein Soloalbum aufzunehmen, da er mit den musikalischen Ergebnissen, die beim Spiel mit neuen Musikern (das letzte permanente Mitglied der Band war mit Bassist Hartmut Enke bereits 1973 ausgetreten) entstanden, nicht zufrieden war. Er wandte sich für das Album von der bisher rein durch Improvisation geprägten Musik seiner Band ab und schrieb für Inventions For Electric Guitar erstmals in der Bandgeschichte Stücke in festen, selbst vorgegebenen zeitlichen Rahmen und Arrangements. Alle Stücke sind dennoch durchkomponiert. Göttsching ließ sich laut eigener Aussage stark von den Minimal-Music-Alben des US-amerikanischen Komponisten Terry Riley inspirieren und verwendete als Grundlage für alle Klänge der Stücke nur eine E-Gitarre.
Die Musik des Albums ist unter dem Genre des Krautrock einordbar, zusätzlich sind auch deutliche Elemente der zur Veröffentlichungszeit aufkommenden Ambient-Musik enthalten. Die Grundlagen für Echo Waves und Pluralis bilden sich durch exzessiven Einsatz von Effekten (insbesondere des Delays) multiplizierte Sequenzen, die immer nur minimal über einen längeren Zeitraum alterniert werden. Darüber spielt Göttsching verschiedene Solos und Klangeffekte ein. Das Stück Quasarsphere dagegen ist deutlich ruhiger und weist starke Elemente des Ambient auf, wobei die Klänge der E-Gitarre teilweise durch Effekte wie Beschleunigung/Verlangsamung des Tonbandes so stark verfremdet wurden, dass sie nicht mehr direkt als solche zu erkennen sind und eher Synthesizerklängen ähneln.
Inventions For Electric Guitar entstand zwischen Juli und August 1974 in Göttschings Heimstudio Studio Roma in Berlin, dass dieser erst kurz zuvor aufgebaut hatte, und wurde in den Dierks Studios in Köln abgemischt. Frühe Versionen des Albums wurden zudem unter Mitwirkung von Heiner Friesz quadrophonisch gemastert. Göttsching spielte das Album trotz seiner vielen repetitiven Phasen vollständig ohne Sequencer ein. Als Produzent fungierte Göttsching selbst. Die grafische Gestaltung der Coverabbildung stammt von Peter Geitner. Es ist Göttsching selbst vor einer Quarzscheibe in Großaufnahme zu sehen, wodurch der Musiker von einem hellen Licht umhüllt zu sein scheint.
| Professionelle Bewertung | Professionelle Bewertung |
| ------------------------ | ------------------------ |
| Quelle                   | Bewertung                |
| Allmusic                 | [ 3 ]                    |

## Titelliste
Geschrieben, arrangiert und produziert von Manuel Göttsching.
Seite eins
1. Echo Waves (Echowellen) – 17:45
2. Quasarsphere (Quasarsphäre) – 6:34

Seite zwei
1. Pluralis (Pluralis) – 21:36

## Besetzung
- Manuel Göttsching – Albumkonzept, Produktion, E-Gitarre (Gibson SG) mit Effekten (Revox-A77-Bandmaschine als Delay, Sola-Sound-Fuzz-Pedal, Schaller Rotosound (Leslie-Effekt) und Wah-Wah-Pedal) und Bottleneck
- Dieter Dierks – Mischung und Mastering
- Heiner Friesz – Quadrophonisches Mastering